# Елевферий Парижский
Елевферий Парижский — диакон, священномученик.
Мученически пострадал за Христа в Париже вместе со священномучеником Дионисием Ареопагитом (по другим источникам, епископом Дионисием) и мучеником Рустиком во время гонения на христиан императора Домициана. После тюремного заключения и пыток был обезглавлен тупой секирой. По дате смерти имеются существенные разногласия, но память Елевферия христиане почитают 3 октября.
Существует мнение, что Елевферия Парижского следует отождествить с Дионисием Ареопагитом. В отдельных источниках этот мученик упоминается как Елевферий Турнейский.